# Stazione di Cinuos-chel-Brail
La stazione di Cinuos-chel-Brail è la stazione passante della ferrovia dell'Engadina, gestita dalla Ferrovia Retica.
Serve i centri abitati di Cinuos-chel e Brail.

## Storia
La stazione entrò in funzione nel 1913 insieme alla tratta Bever-Scuol della linea dell'Engadina della Ferrovia Retica.